# Liz Halliday-Sharp
Liz Halliday-Sharp (14 de dicviembre de 1978) es una jinete estadounidense que compite en la modalidad de concurso completo. Ganó una medalla de plata en los Juegos Panamericanos de 2023, en la prueba por equipos.

## Palmarés internacional
| Juegos Panamericanos | Juegos Panamericanos | Juegos Panamericanos | Juegos Panamericanos |
| Año                  | Lugar                | Medalla              | Categoría            |
| -------------------- | -------------------- | -------------------- | -------------------- |
| 2023                 | Santiago (Chile)     | Medalla de plata     | Por equipos          |